# كرز (رواية)
الكرز (بالإنجليزية: Cherry) هي رواية صدرت عام 2018 للمؤلف الأمريكي نيكو ووكر [الإنجليزية]. تتعلق بالوقت الذي قضاه الراوي في الكلية، كجندي أثناء الحرب في العراق، وحياته كمدمن مخدرات ولص بنك بعد عودته من الحرب في خضم وباء المواد الأفيونية الأمريكية.
تعد الرواية مثالًا على الخيال الذاتي، حيث كان ووكر عسكريًا مخضرمًا عانى من إدمان المخدرات وقام بسرقة البنوك، ولكن هناك اختلافات عديدة بين تصرفات المؤلف في الحياة الواقعية والأفعال الخيالية للشخصية الرئيسية. صدر فيلم مقتبس عن الرواية في عام 2021.

## الفيلم
نظرًا لأن ووكر لم يكن لديه سوى وصول محدود للهاتف أثناء وجوده في السجن، فقد كانت المفاوضات الخاصة بتعديل الفيلم طويلة بشكل غير عادي. بعد أيام من النشر، اشترى المخرجان جو وأنتوني روسو، حقوق الإنتاج مقابل مليون دولار ثم وقعا على إخراج وإنتاج سيناريو لجيسيكا غولدبرغ. في مارس 2019، تم التأكيد على أن توم هولاند قد اختير للدور الرئيسي. بدأ التصوير في أكتوبر 2019، وانظم إلى الطاقم سيارا برافو ، بيل سكارسجارد ، جاك رينور ، جيف والبيرج، كايل هارفي ، فورست جودلاك ومايكل غاندولفيني في أكتوبر. انتهى التصوير في 20 يناير 2020.
بعد محادثات التوزيع المبكرة مع نتفليكس، أبرم الأخوان روسو صفقة مع أبل تي في + في سبتمبر 2020، وصدر الفيلم بشكل مسرحي 26 فبراير 2021، وعرض لأول مرة على خدمة البث المباشر في 12 مارس 2021.